# The Unraveling
The Unraveling is het debuutalbum van de Amerikaanse punkband Rise Against. Het album is voor het eerst in de winkel verschenen op 24 april 2001 en is uitgegeven door Fat Wreck Chords.

## Nummers
1. "Alive and Well" 2:06
2. "My Life Inside Your Heart" 3:02
3. "Great Awakening" 1:35
4. "Six Ways 'Till Sunday" 2:36
5. "401 Kill" 3:19
6. "The Art of Losing" 1:50
7. "Remains of Summer Memories" 1:17
8. "The Unraveling" 3:12
9. "Reception Fades" 2:10
10. "Stained Glass and Marble" 1:36
11. "Everchanging" 3:47
12. "Sometimes Selling Out Is Giving Up" 1:09
13. "3 Day Weekend" 1:03
14. "1000 Good Intentions" 3:07
15. "Weight of Time" 2:00
16. "Faint Resemblance" 2:51
17. "Join The Ranks" 1:26 (bonustrack, heruitgave)
18. "Gethsemane" 2:30 (bonustrack, heruitgave)